# Хуэйлай
Хуэйла́й (кит. упр. 惠来, пиньинь Huìlái) — уезд городского округа Цзеян провинции Гуандун (КНР).

## История
Уезд был создан во времена империи Мин в 1524 году.
После вхождения в состав КНР уезд оказался в составе Специального района Чаошань (潮汕专区). В 1952 году Специальный район Чаошань был расформирован, и уезд вошёл в состав Административного района Юэдун (粤东行政区). 
В конце 1955 года было принято решение о расформировании Административных районов, и с 1956 года уезд перешёл в состав нового Специального района Шаньтоу (汕头专区).  В декабре 1958 года уезд Хуэйлай был расформирован, а его земли были разделены между уездами Пунин и Чаоян, но в марте 1961 года он был создан вновь. В 1970 году Специальный район Шаньтоу был переименован в Округ Шаньтоу (汕头地区).
Постановлением Госсовета КНР от 13 июля 1983 года округ Шаньтоу был преобразован в городской округ Шаньтоу.
Постановлением Госсовета КНР от 7 декабря 1991 года уезды Цзеян, Цзеси, Пунин и Хуэйлай были выделены из городского округа Шаньтоу в отдельный городской округ Цзеян.

## Административное деление
Уезд делится на 14 посёлков.